# Reinhard Marx

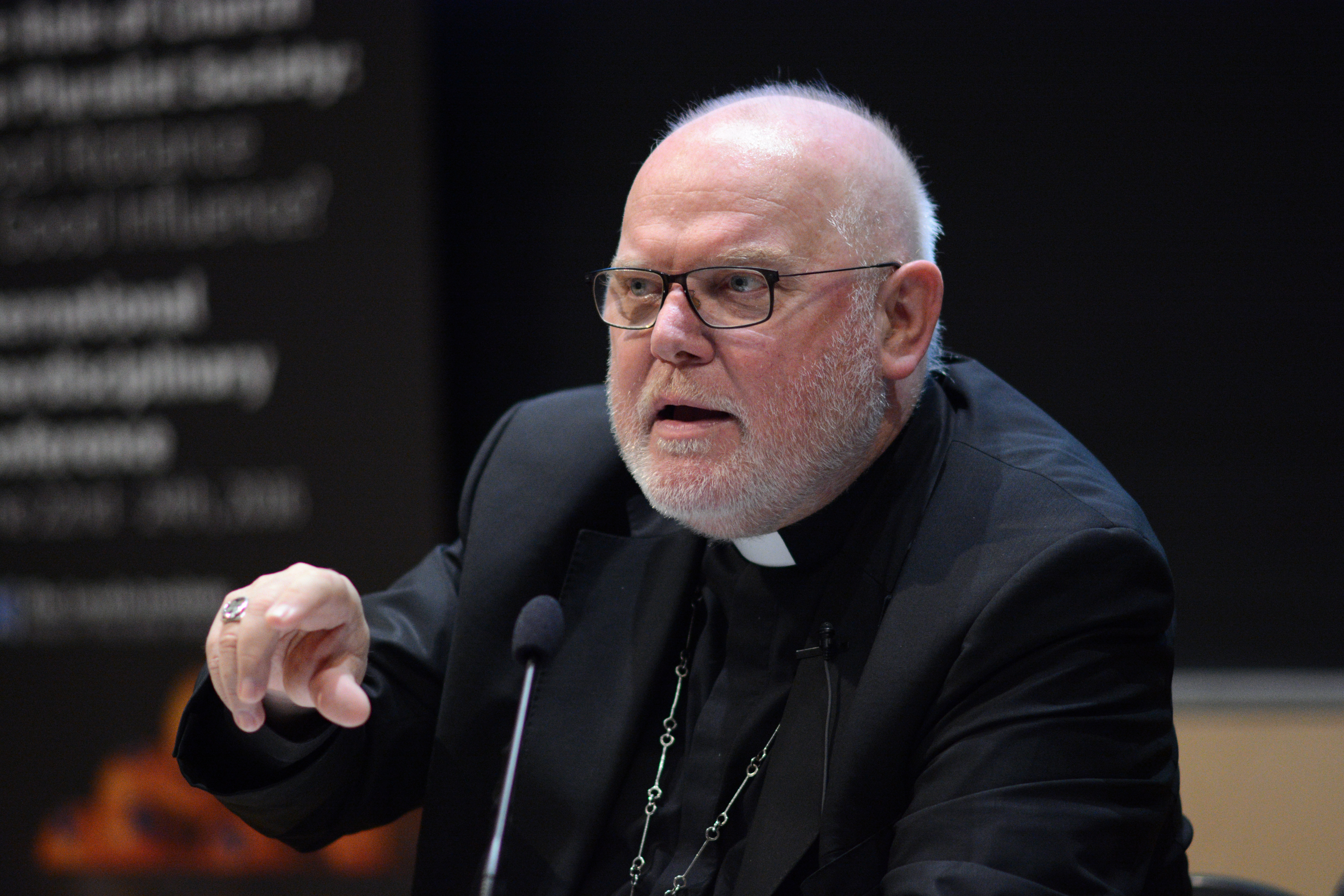
Reinhard Marx (2016)

Reinhard Marx (sinh ngày 21 tháng 9 năm 1953) là một hồng y công giáo người Đức và là Nguyên Chủ tịch Hội đồng Giám mục Đức. Ông là Tổng giám mục Tổng giáo phận Munich và Freising. Giáo hoàng Benedict XVI thăng hồng y cho ông vào ngày 20 tháng 11 năm 2010. Giáo hoàng Phanxicô chọn trong vào nhóm 9 hồng y thuộc Hội đồng Hồng y Tư vấn. Vào thời điểm đó, ông là thành viên trẻ nhất của Hồng y Đoàn. Ông có quyền bầu giáo hoàng trong tất cả Mật nghị Hồng y từ nay đến ngày 21 tháng 9 năm 2033, sinh nhật thứ 80 của ông.

## Tiểu sử
Sinh ra tại Geseke, North Rhine-Westphalia, hồng y Marx được thụ phong linh mục ngày 2 tháng 6 năm 1979 bởi Tổng Giám mục Johannes Joachim Degenhardt tại Tổng giáo phận Paderborn. Ông có bằng Tiến sĩ Thần học tại Đại học Bochum, vào năm 1989.
Ngày 23 tháng 7 năm 1996, ông được bổ nhiệm làm Giám mục phó Paderborn và Giám mục hiệu tòa Petina bởi Giáo hoàng Gioan Phaolô II. Marx được tấn phong giám mục ngày 21 tháng 09 (nhằm sinh nhật thứ 40 của ông) bởi Tổng Giám mục Degenhardt và giám mục Hans Drewes và Paul Consbruch.
Ngày 20 tháng 12 năm 2001 ông được bổ nhiệm làm Giám mục Trier (giáo phận xưa nhất Đức), kế nhiệm Hermann Josef Spital gần một năm sau ngày từ chức của ông. Marx được đánh giá khá là bảo thủ trong các giáo lý Hội Thánh, nhưng cũng là một "nhà khoa học xã hội... điêu luyện truyền thông".
Ngày 30 tháng 11 năm 2007 Giáo hoàng Benedict XVI bổ nhiệm Reinhard Marx làm Giám mục miền Munich và Freising, một vị trí mà Benedict đã giữ từ năm 1977 đến năm 1981. Nhiều đồn đoán đã xảy ra trước khi có công bố chính thức của Giáo hoàng Benedict, nhưng Marx đã trả lới rằng "Giáo hoàng là người bổ nhiệm Giám mục, chứ không phải truyền thông". Ngày 2 tháng 2 năm 2008 Marx được bổ nhiệm làm Tổng giám mục Munich và Freising tại nhà thờ Đức bà München. Ông trở thành Hồng y Linh mục đầu tiên hiệu tòa San Corbiniano vào ngành 20 tháng 11 năm 2010. Danh hiệu của Hồng y Marx là của Thánh Corbinian, giám mục đầu tiên của Freising.
Hồng y Marx hiện nay là chủ tịch về các vấn đề xã hội của Hội đồng Giám mục Đức. Cùng với vai trò là tổng giám mục Munich, hồng y Marx được giáo hoàng Benedict bổ nhiệm làm thành viên của Hội đồng Giáo dục Công giáo trong năm năm. Vào ngày 29 tháng 12 năm 2010 ông được bổ nhiệm làm thành viên của Hội đồng Giáo hoàng về Công lý và Hòa bình.
Ngày 7 tháng 3 năm 2012 ông được bổ nhiệm làm thành viên của Thánh bộ Công giáo Đông Phương.
Ngày 22 tháng 3 năm 2012, Liên Hội đồng Giám mục châu Âu bầu ông làm chủ tịch.
Ông là một trong những hồng y tham dự mật nghị Hồng y 2013 bầu Giáo hoàng Phanxicô. Ngày 13 tháng 4 năm 2013 ông được bổ nhiệm vào nhóm các hồng y cố vấn cho tân giáo hoàng, gọi là Hội đồng Hồng y Tư vấn.
Ông từ chức Chủ tịch Hội đồng Giám mục Đức và chính thức mãn nhiệm vào ngày 3 tháng 3 năm 2020.

## Quan hệ ngoại giao
Cardinal Marx là người thay mặt đại diện cho Hội Thánh Đức ở các nơi khác trên thế giới.
Vào năm 2015 ông ghé thăm Mỹ và biên giới Mỹ-Mexico. Ông nói về trải nghiệm này vào năm 2016 'Khi tôi thăm biên giới Mỹ-Mexico vào năm ngoái và thấy những dãy tường ngăn cách Mỹ và Mexico, tôi tự nhủ đây không thể là tương lai của biên giới châu Âu được.'
Tháng 1 năm 2016 ông thăm Việt Nam và có cuộc họp với chủ tịch Mặt trận Tổ quốc Việt Nam, một tổ chức của Đảng Cộng sản điều hành mọi tổ chức xã hội tại Việt Nam. Chủ tịch của Mặt trận nói rằng mối quan hệ giữa Việt Nam đã được cải thiện đáng kể, và rằng Hội Thánh Việt Nam đã tham gia vào rất nhiều hoạt động có ích cho xã hội Việt Nam. Hồng y Marx bày tỏ hi vọng của mình rằng Mặt trận sẽ giúp phát triển công giáo tại Việt Nam và hỗ trợ cho các hoạt động nhân đạo trong cộng đồng công giáo.
Trong cùng chuyến thăm này, hồng y Marx bị ngăn không cho đi tới giáo phận Vinh mà không có lý do chính thức nào từ phía chính quyền. Có lẽ việc này liên quan đến những bắt bớ tôn giáo diễn ra tại Vinh nhằm vào tu sĩ và giáo phân tại giáo phận đó. Hồng y Marx nói rằng "không một tổ chức chính trị hay kinh tế nào có thể làm hại đến tự do tôn giáo".

## Sách
Hồng y Marx xuất bản một quyển sách vào tháng 10 năm 2008 với tựa đề "Das Kapital: A Plea for Man", đặt tên theo một công trình của Karl Marx phê phán chủ nghĩa tư bản. Reinhard Marx nói với cuộc khủng hoảng tài chính hiện nay thế giới một "tranh luận căn bản về xã hội" và nêu ra câu hỏi về khả năng của những nền kinh tế hiện nay trong việc "đảm bảo phúc lợi xã hội".